# Верелий, Олаф
Олаф или Олоф Верелий (швед. Olaus или Olof Verelius; 12 февраля 1618 года, Хесселбю, Йёнчёпинг — 3 января 1682 года, Уппсала) — шведский историк и археолог XVII века, публиковавший впервые саги и словарь древнескандинавского языка и считающийся основателем «гиперборейской школы» (sv:Hyperboreiska skolan), породившей шведский готицизм (en:Gothicismus).

## Биография
Родился в 1618 г. в Рагуилдсторпе, в Линчёпингской епархии; воспитывался в Линчёпинге, Дерпте и Уппсале. В последнем стал обучать в частных домах; в 1648 году с двумя воспитанниками уехал в трёхлетнее путешествие по Европе. Возвратившись в 1651 году, получил через год в Дерптском университете кафедру красноречия, но занимал её недолго, и в 1653 году определился квестором (казначеем) в Уппсальский университет; в 1662 году стал профессором шведских древностей в Стокгольме; в 1666 году — королевским антикварием и заседателем коллегии древностей; в 1679 году — библиотекарем университета.
Удивлял современников своими обширными познаниями о шведских древностях; они прославляли его, называя «нитью Ариадны» в области археологических древностей, а также отцом красноречия. Выдавал найденные им древние рукописи за готские, на самом деле исландские. Карамзин в 1-м томе «Истории государства Российского» писал, что «Олав, или Олоф Верелий, шведский профессор, доказывал, что гипербореи обитали в его отечестве». В качестве доказательства скандинавского происхождения гипербореев он использовал саги.
Шеффер (en:Johannes Schefferus) завёл с ним спор о местоположении языческого храма Уппсалы; Верелий ответил сочинением «Notae in epistolam Joanni Schefferi de situ et vocabulo Upsalioe» (1681). Учёный спор перерос в судебную тяжбу; вынесенный приговор запретил чтение Верелиевой книги под страхом штрафа в тысячу талеров.

## Сочинения
- Gautreks saga (Gothrici & Rolfi Westrogothiæ regum historia lingua antiqua Gothica conscripta; 1664);
- Herrauds och Bosa saga (Bósa saga ok Herrauðs; 1666);
- Hrólfs saga Gautrekssonar (1666);
- «Сага о Хервёр» (Hervarar saga ok Heiðreks; 1672);
- Olai Vereli Manuductio compendiosa ad runographiam Scandicam antiquam (Uppsala, 1675);
- Manuductio ad runographiam (1675);
- Index linguæ veteris scytho-scandicæ sive gothicæ (начатое в 1681 и опубликованное посмертно в 1691);
- Gothorum extra patrium gestarum libri duo (1682);
- Epitomarum Historiæ Svio-Gothicæ libri quattuor (1682, опубликовано в 1730 и стало популярным из-за хорошей латыни).